# Johnnie Walker
Johnnie Walker è una marca di whisky scozzese fondata e prodotta fino al 2012 a Kilmarnock, in Scozia. È la marca di Scotch whisky più distribuita al mondo, venduta in quasi ogni Paese e con vendite annuali di oltre 120 milioni di bottiglie.

## Storia di Johnnie Walker
La marca è un'eredità di John "Johnnie" Walker (1805–1857), che dal 1825 aveva cominciato a vendere scotch e altri liquori nel suo negozio di droghiere (aperto nel 1820, quando aveva solamente quattordici anni) a Kilmarnock, in Ayrshire, Scozia. La ditta era divenuta famosa, e dopo la sua morte sia il figlio Alexander Walker sia il nipote Alexander Walker junior si occuparono della diffusione dello scotch come prodotto destinato al consumo di massa. Con John Walker le vendite dello scotch erano arrivate all'8% delle entrate della ditta; dopo il passaggio della John Walker & Sons ai figli di Alexander Walker, la percentuale incrementò fino al 95%.
Prima del 1860 era proibito vendere blended whisky (malto e grano mescolati insieme). Grazie all'emanazione nel medesimo anno da parte del Parlamento britannico dello Spirits Act che consentiva la libera commercializzazione a larga scala di consumo nelle distillerie del Regno Unito di bevande alcoliche, la John Walker & Sons lanciò sul mercato il Walker's Kilmarnock Whisky, scotch di qualità caratterizzato dalla bottiglia a forma squadrata destinata a divenire in seguito l'icona del brand Johnnie Walker: questa scelta fu fatta per sfruttare al meglio le superfici di carico, incrementando così il numero di bottiglie che venivano esportate, e inoltre la forma quadrata aumentava la resistenza delle bottiglie, riducendo pertanto le rotture durante il trasporto.
Altra caratteristica particolare della bottiglia è l'etichetta, non più orizzontale ma obliqua, applicata a un angolo di 24 gradi: tale espediente aumentava lo spazio per la stampa, permettendo di ingrandire il nome e rendere quindi il marchio più visibile. Nel 1865, la creazione da parte di John e suo figlio Alexander dello Walker's Old Highland (il cui marchio registrato nel 1867 fu uno dei primi trademark della storia) fece da precursore alla nascita della label Johnnie Walker. Tra il 1906 e il 1909 i nipoti di John, George e Alexander II, ampliarono l'offerta aggiungendovi tre blended, introducendo inoltre i nomi in base al colore. La loro compagnia cambiò nome da Walker's Kilmarnock Whiskies a Johnnie Walker Whisky. Il logo dello striding man (che ha il significato di rappresentare «l'uomo che avanza con passo sicuro verso il futuro») venne creato nel 1908 da Tom Browne, e da allora (come la forma squadrata della bottiglia) è diventato un'icona e un simbolo universalmente riconosciuto associato al prodotto. Nel 1925 la società John Walker & Sons fu rilevata insieme alla società Buchanan-Dewar Ltd. dalla compagnia scozzese Distillers Company Limited (che successivamente verrà rilevata nel 1986 dalla società irlandese produttrice di birra Guinness, la quale a sua volta nel 1997 compirà un merger con la compagnia inglese del largo consumo Grand Metropolitan, dando vita alla multinazionale delle bevande alcoliche del Regno Unito Diageo, da allora proprietaria del brand Johnnie Walker). Intanto nel 1934 Re Giorgio V conferì alla Johnnie Walker come titolo d'onorificenza il suo primo Royal Warranty. Nel 2012, dopo quasi 200 anni di attività, Diageo ha deciso la chiusura della storica fabbrica di Kilmarnock.
La decisione, già programmata dalla multinazionale nel 2009,  è dovuta a motivi di contenimento costi con risparmi complessivi annuali per la società di circa £40 milioni. Al momento della comunicazione della chiusura, l'impianto impiegava circa 700 dipendenti, le cui proteste circa le ricadute occupazionali e l'effettiva perdita della comunione tra la città di Kilmarnock e Johnnie Walker non hanno fatto mutare la policy intrapresa da Diageo. La produzione è stata spostata da Kilmarnock a Fife (sempre in Scozia) e la sede del cooperage (ossia la bottega della custodia delle botti) da Port Dundas (Glasgow) ad Alloa (altra località scozzese).
Johnnie Walker è dal 2014 uno dei partner globali della Formula 1 e dal 2005 anche main sponsor della McLaren.

## Situazione attuale
Johnnie Walker è oggi lo scotch più venduto al mondo. Nonostante la chiusura del sito produttivo di Kilmarnock con il conseguente spostamento della produzione a Fife, rimane il simbolo della città. Il Johnnie Walker Bond, cioè l'area situata tra Strand Street e John Finnie Street dove si trovava la vecchia fabbrica dell'azienda con i suoi storici magazzini e uffici amministrativi, è stata riconvertita e trasformata in centro amministrativo dell'East Ayrshire Council, e può essere periodicamente visitata come attrattiva turistica. Nel 2018 la consultancy Brand Planet, un'agenzia di marketing per la ricerca della reputazione di un brand sul mercato, ha classificato Johnnie Walker in posizione numero 25 tra i marchi con miglior reputazione nel Regno Unito, con un valore commerciale di £3,6 miliardi, oltre a considerarlo il più importante whisky nel market place mondiale, più importante marchio commerciale in Scozia e di valore superiore a quello di Rolls-Royce, Jaguar, Morrison's e Marks & Spencer.
Il brand Johnnie Walker è passato dai 15,3 milioni di vendite per volume del 2009 (ovvero dall'anno dell'annuncio da parte di Diageo della cessazione delle attività a Kilmarnock) ai 18,9 milioni di litri venduti del 2018, con una performance pari ad un aumento di circa il 20%, con un valore di mercato stimato in circa $4,5 miliardi. Secondo un'analisi del 2019 svolta dall'agenzia Brand Finance, Johnnie Walker è il quinto brand nel market place mondiale del settore degli spirits con una stima valutativa pari a $4,6 miliardi, primo brand occidentale dietro Maotai, Wuliangy, Yanghe e Luzhou Laojiao e davanti a Jack Daniels (posizione n.6), Hennessy (n.7), Bacardi (n.8) e Smirnoff (n.9).

## Le bottiglie
Per la maggior parte della storia del marchio è stato offerto soltanto un piccolo numero di bottiglie speciali, ma negli ultimi anni il loro numero è cresciuto moltissimo.

### Bottiglie classiche

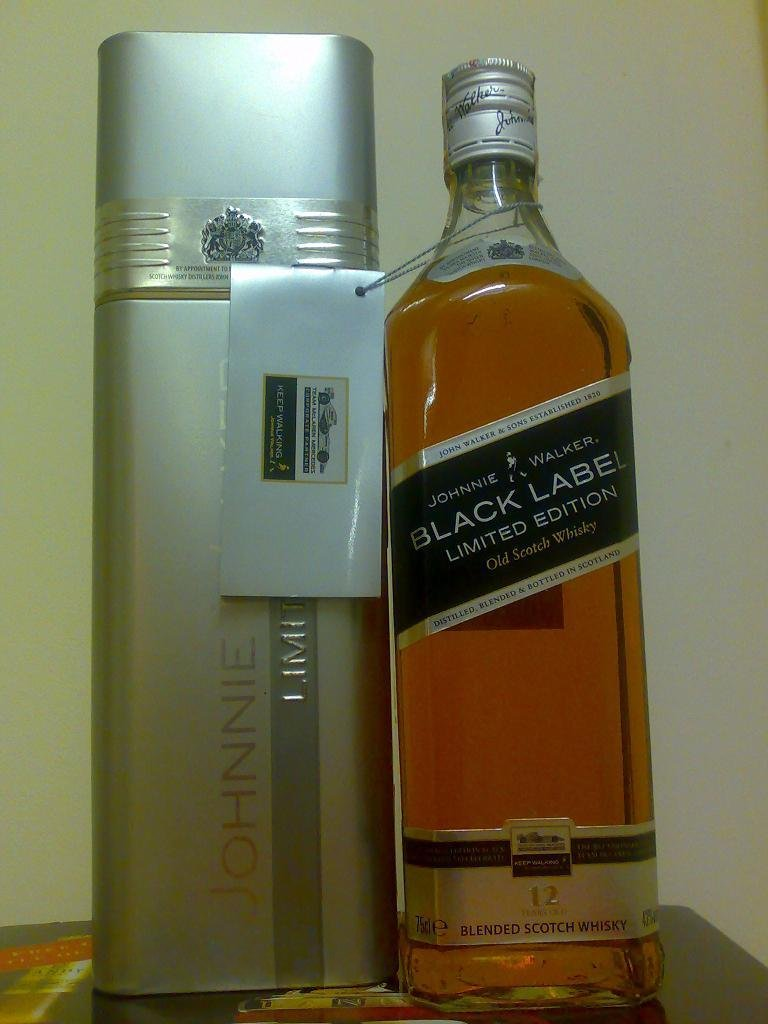
Black Label, Limited edition for F1 team McLaren Mercedes

- Red Label (Etichetta Rossa) - Uno scotch di puro malto e grano. 40% ABV. È inoltre famoso per essere stato il whisky preferito di Winston Churchill.
- Black Label (Etichetta Nera) - Uno scotch di circa 40°, invecchiato 12 anni.
- Johnnie Walker Swing - Chiamato così per la bottiglia più larga sul fondo, nella quale essendo irregolare permette che oscilli avanti e indietro. Venne creata da Alexander II ed è caratterizzata da una proporzione elevata dei malti di Speyside, dei malti del nord delle Highlands e di quelli di Islay, ed è quasi dolce come il bourbon.
- Green Label (Etichetta Verde) - Consiste in una miscela di soli quattro tipi di malti, provenienti dalle distillerie Talisker, Cragganmore, Linkwood e Caol Ila, invecchiato 15 anni. Precedentemente venduto con la nomenclatura di pure malt.
- Gold Label (Etichetta Oro) - Una miscela rara di 15 malti diversi, compreso il malto molto raro di Clynelish. È nato da un'idea di Alexander II per commemorare il centenario di Johnnie Walker. Furono molti gli sforzi per crearlo, data la scarsità di questi malti dopo la prima guerra mondiale. È generalmente invecchiata 15 o 18 anni. 40% ABV.
- Blue Label (Etichetta Blu) - È l'ultimo scotch di John ‘Johnnie’ Walker. Ogni bottiglia è numerata e venduta in una cassetta speciale, accompagnata da un certificato di autenticità. Anche se nessuna età è dichiarata, il Blue Label è venduto sotto il nome di Johnnie Walker Oldest. Si pensa che gli scotch mischiati siano invecchiati per oltre 25 anni.
- Red & Cola (Etichetta rossa e Coca-Cola) - Venduto in confezioni tipo scatole di birra. Questo prodotto è stato introdotto anche con i nomi Premix e One.

## Bottiglie di scotch in edizioni speciali o limitate
- Millennium Edition - Una edizione invecchiata 12 anni di Black Label emessa durante l'anno 2000.
- Deco - Un numero molto limitato di bottiglie da 350 ml e confezionato in una bella bottiglia di Arte Deco-designs, da cui trae il nome.
- Premier - Uno scotch mirato specificamente al mercato giapponese.
- Swing Superior CANA - Una varietà limitata dell'edizione basata sullo scotch Swing con il metodo dell'oscillazione, contrassegnata dalla relativa etichetta dorata distintiva.
- 21 year old (invecchiato 21 anni) - Una variazione invecchiata molto rara del Golden Label.
- Quest - Scotch molto speciale, con il raro Blue Label, dal prezzo di circa 500 dollari.
- Honour BRAS - Uno dei più rari e costosi.
- Excelsior - Un doppio scotch molto raro ed invecchiato, distillato nel 1947 ed imbottigliato nel 1997. Dal costo di circa $700 dollari.
- Old Harmony - Uno scotch molto raro per il mercato giapponese. Molto costoso (circa $850 dollari).
- 15 year old Kilmarnock 400 Whisky (invecchiato 15 anni) - Estremamente raro, uno scotch imbottigliato per celebrare il 400º anniversario dello Stato di Kilmarnock. Venduto nel 1992 in bottiglie molto limitate. Dal costo di circa $850 dollari.
- 150 years Anniversary 1820–1970 - Il secondo più costoso degli scotch Johnnie Walker (circa $2000 dollari).
- Blue Label 200th Anniversary SUNA edition - Nel 2005 venne venduto in bottiglie limitate. Una versione speciale del Blue Label, in uno speciale decantatore quadrato di cristallo di Baccarat, fino a quel momento il più costoso Johnnie Walker di sempre (venduto a più di $3000 a bottiglia).
- Johnnie Walker Mclaren Limited Edition Black Label 1 Litre - Del 2005, prodotto uscito in edizione limitata con l'intento di promuovere e rimarcare la partnership tra il brand di whisky e la casa automobilistica inglese di cui era diventata sponsor in quello stesso anno.
- Blue Label King George V Edition Ludaz - Del 2007, prodotto con lo scopo di ricreare lo scotch dell'epoca di Re Giorgio V e con l'intento di encomiare il Re per l'onorificenza del Royal Warranty che il sovrano conferì alla John Walker & Sons il 1 gennaio 1934. I barili per l'invecchiamento sono datati un secolo, e provengono dalle distillerie di tale sovrano. Imballaggio speciale in decantatore a cristallo, accompagnato da un certificato di autenticità numerato.[17] Dal costo di circa $550 dollari.
- John Walker & Sons Diamond Jubilee - Prodotto nel febbraio 2012 in solo 60 esemplari per celebrare appunto i sessant'anni dall'ascesa al trono della Regina Elisabetta II: si tratta di un'esclusiva e riservata edizione extralusso formata da una rara miscela di grano e malto artigianale distillato nel 1952 (appunto l'anno dell'incoronazione della Regina) e imbottigliato in flaconi di cristallo Baccarat lavorati a forma di diamante da specialisti del settore artigiano,[18] messo in vendita al prezzo di £100.000 (pari a $160.000 e €120.000).[19]

- A Song of Ice e A Song of Fire, in partnership con la serie televisiva Il Trono di Spade (2019): Song of Ice era dedicata alla casa Stark, mentre Song of Fire era dedicata con la casa Targaryen (la regina di fuoco).[20] Questi whisky da collezione proseguono la collaborazione tra Johnnie Walker e la serie televisiva prodotta da HBO e fanno seguito all'edizione limitata Scotch White Walker by Johnnie Walker, lanciata nel 2018.

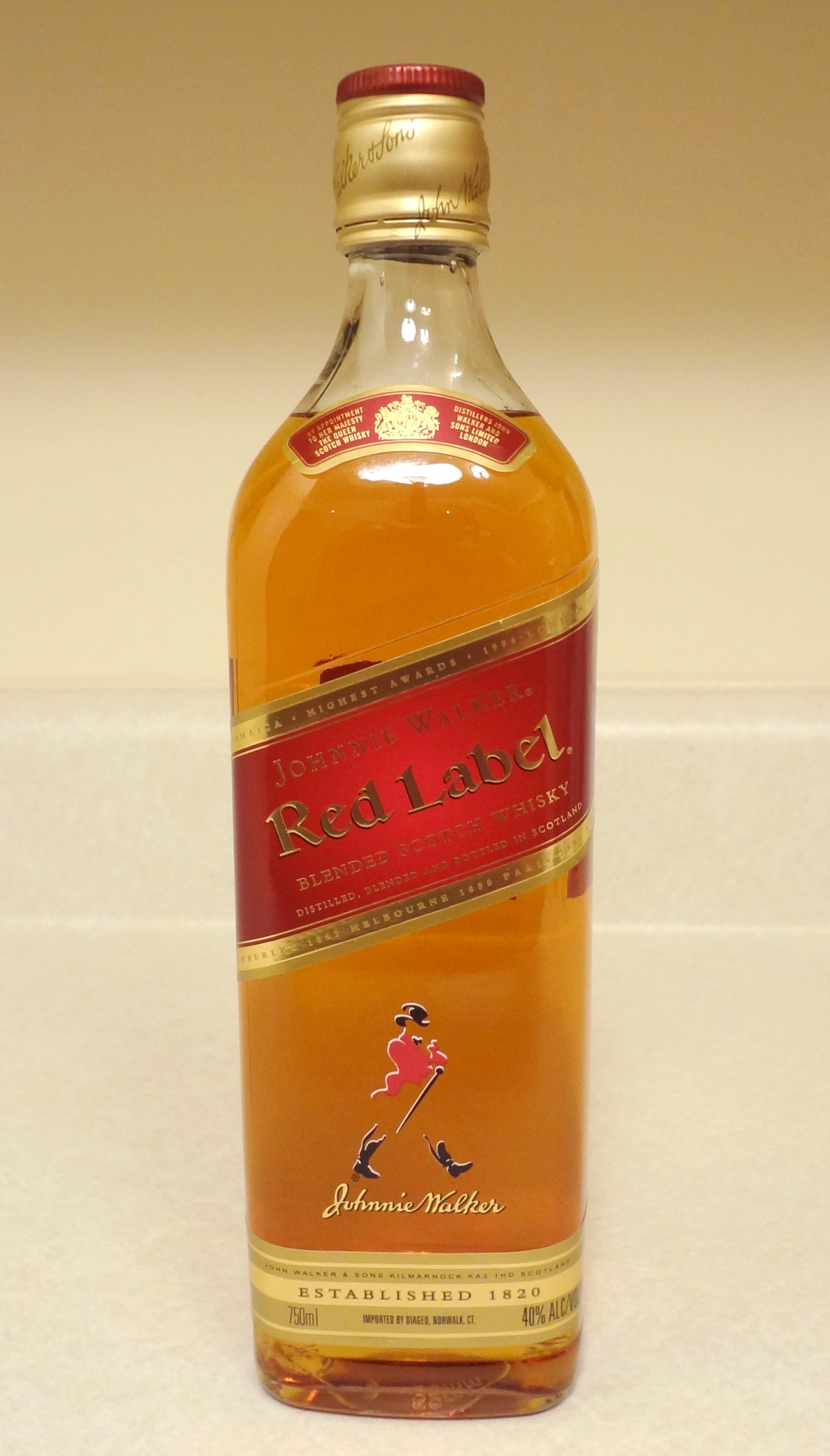
Johnnie Walker Red Label
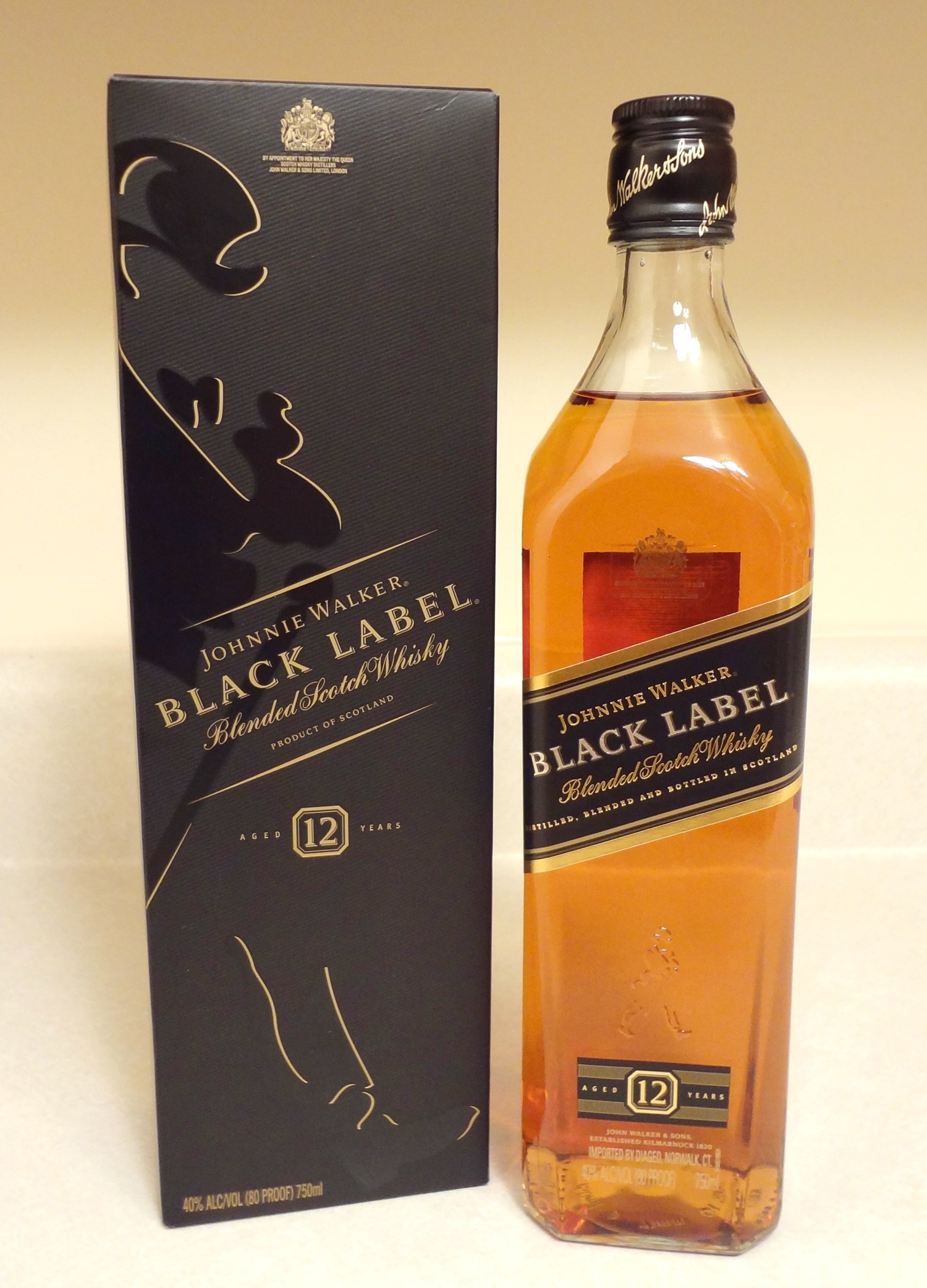
Johnnie Walker Black Label
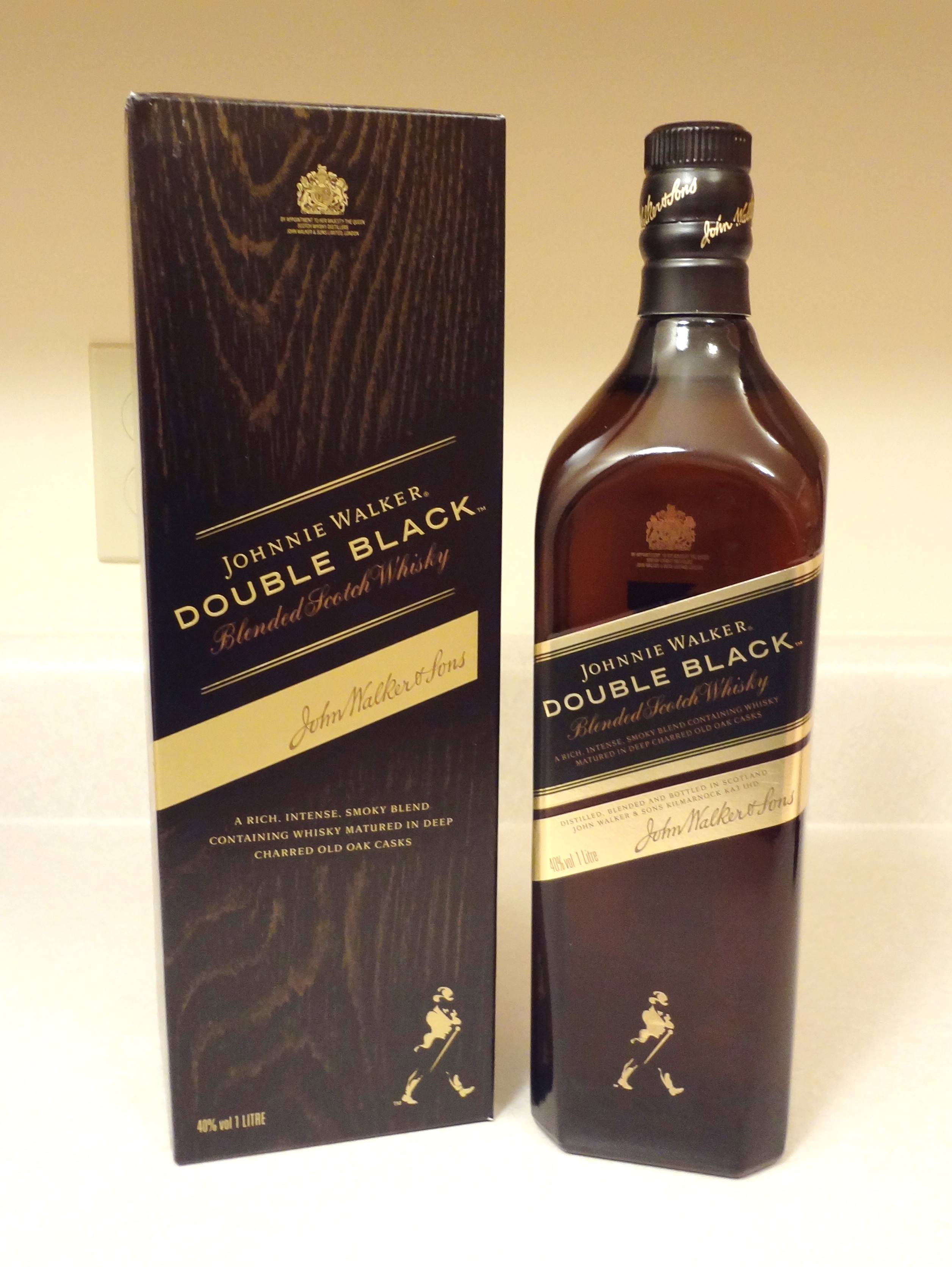
Johnnie Walker Double Black
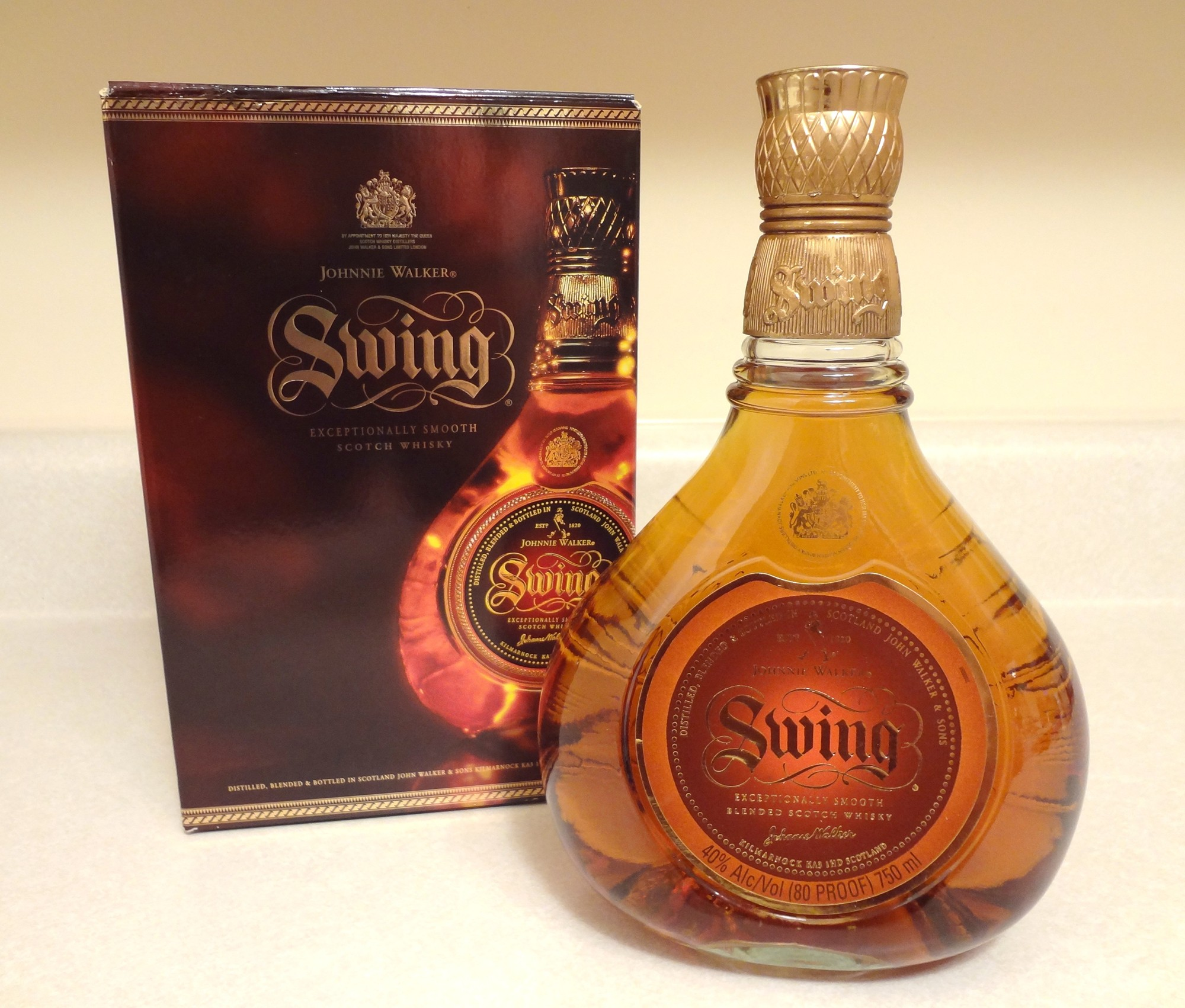
Johnnie Walker Swing
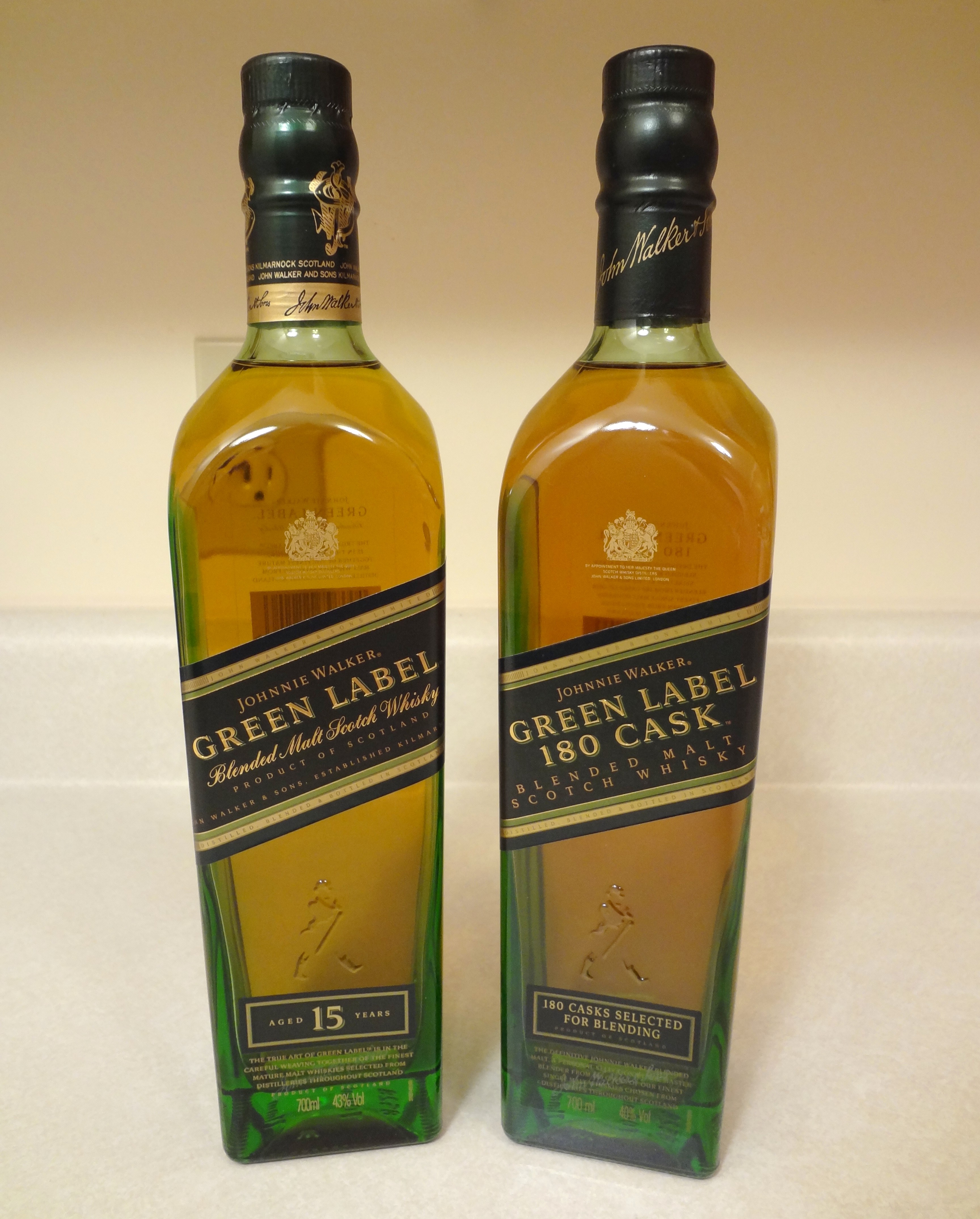
Johnnie Walker Green Label & Green Label 180 Cask
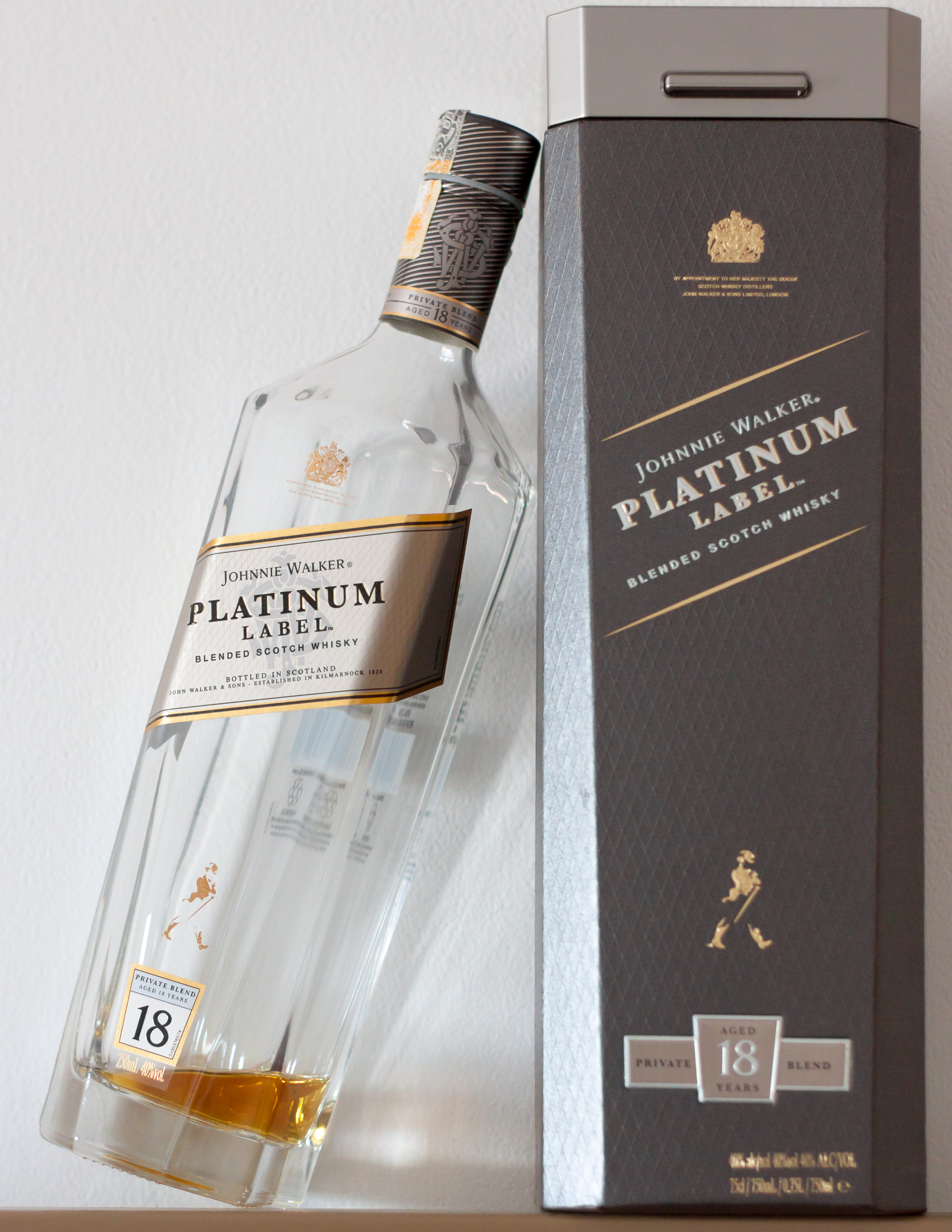
Johnnie Walker Platinum Label
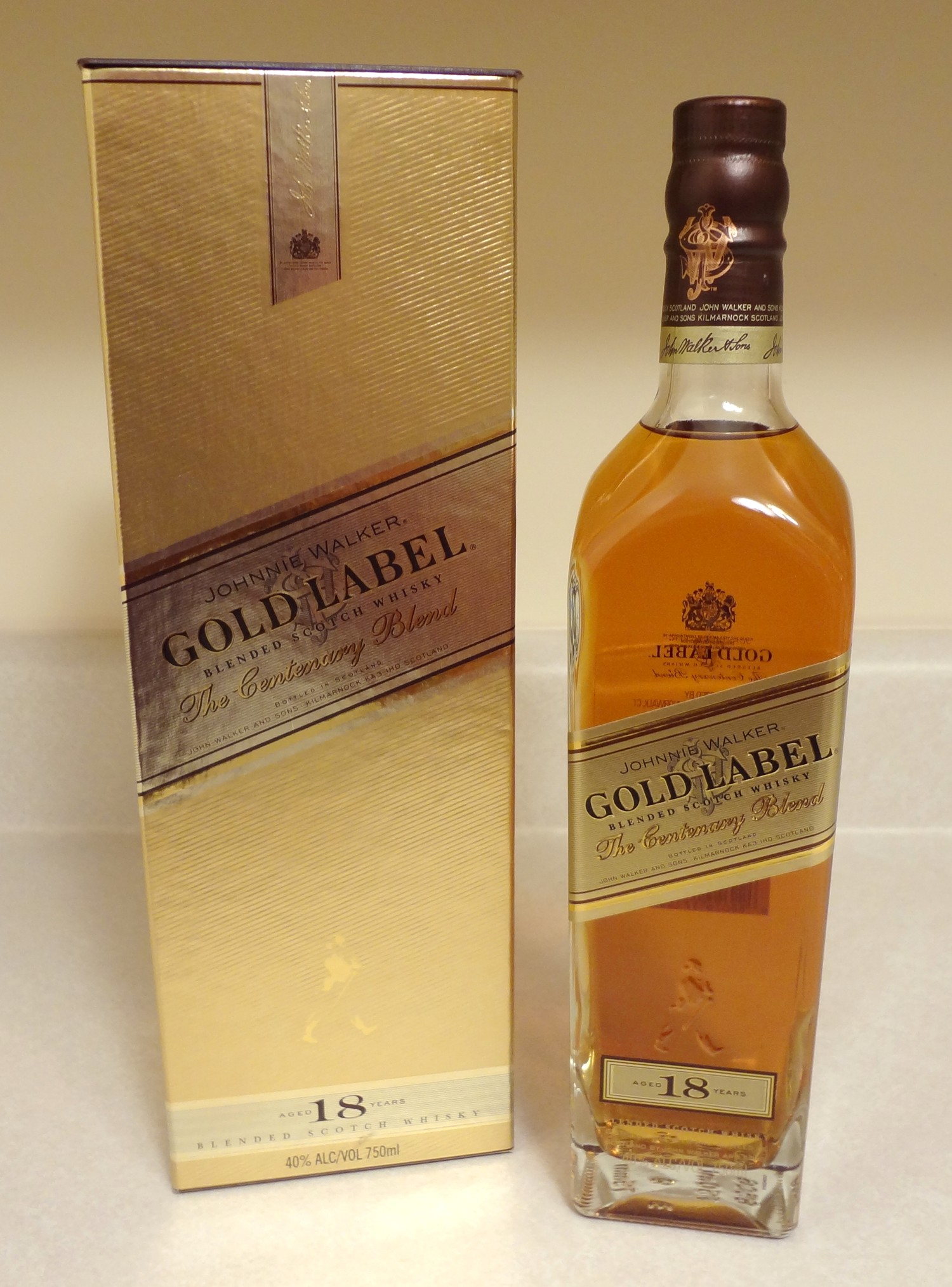
Johnnie Walker Gold Label
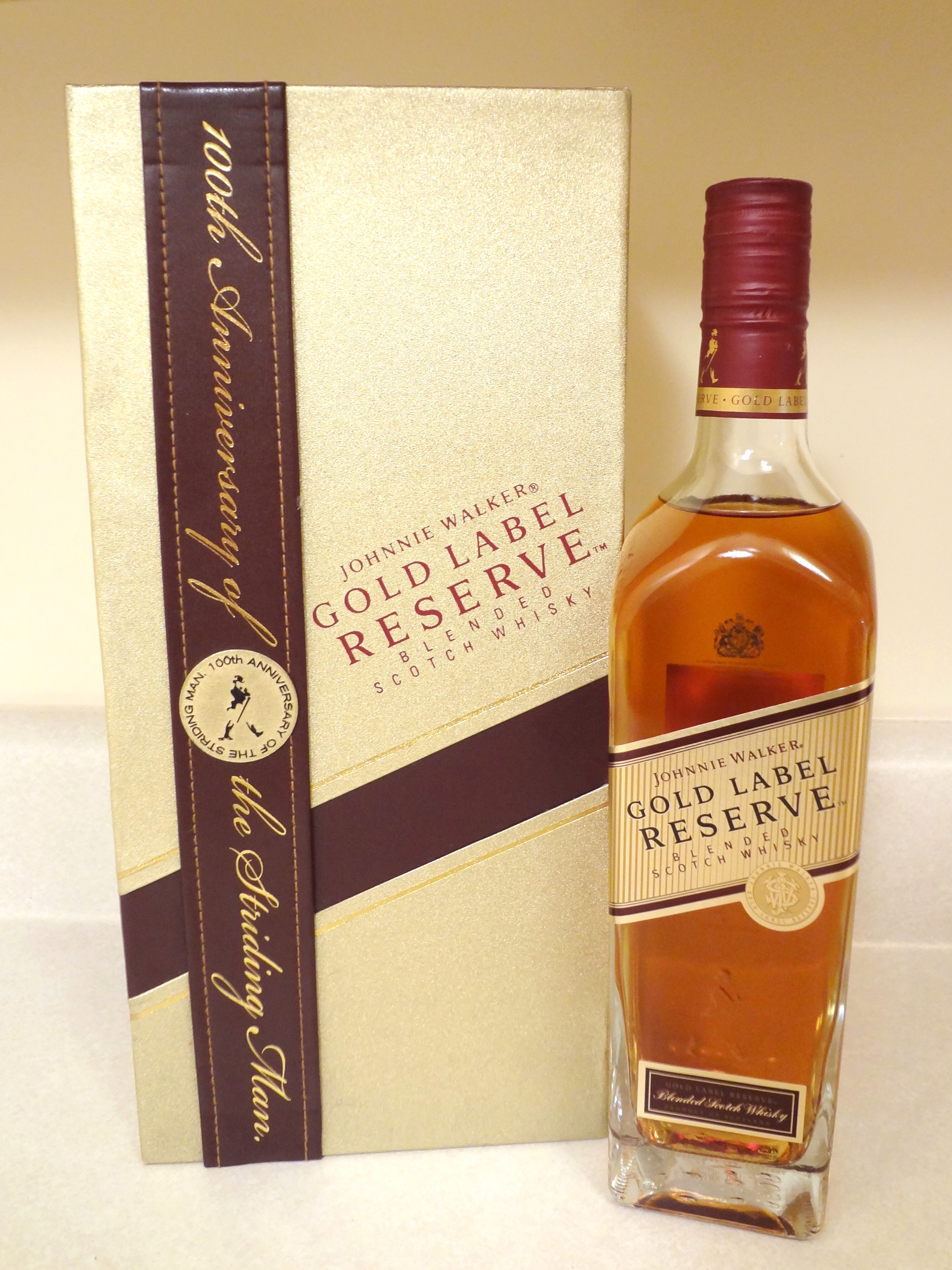
Johnnie Walker Gold Label Reserve
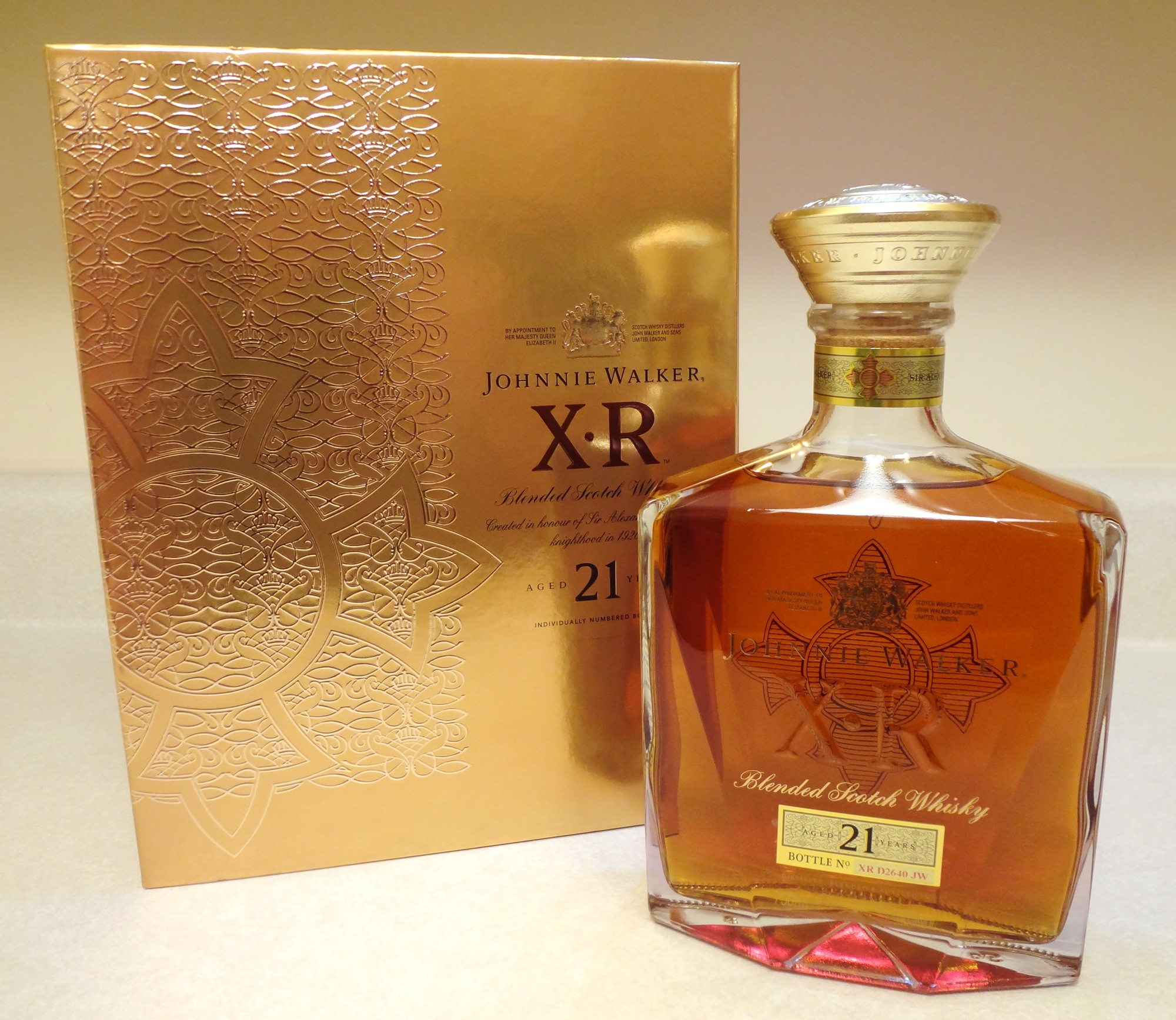
Johnnie Walker XR 21
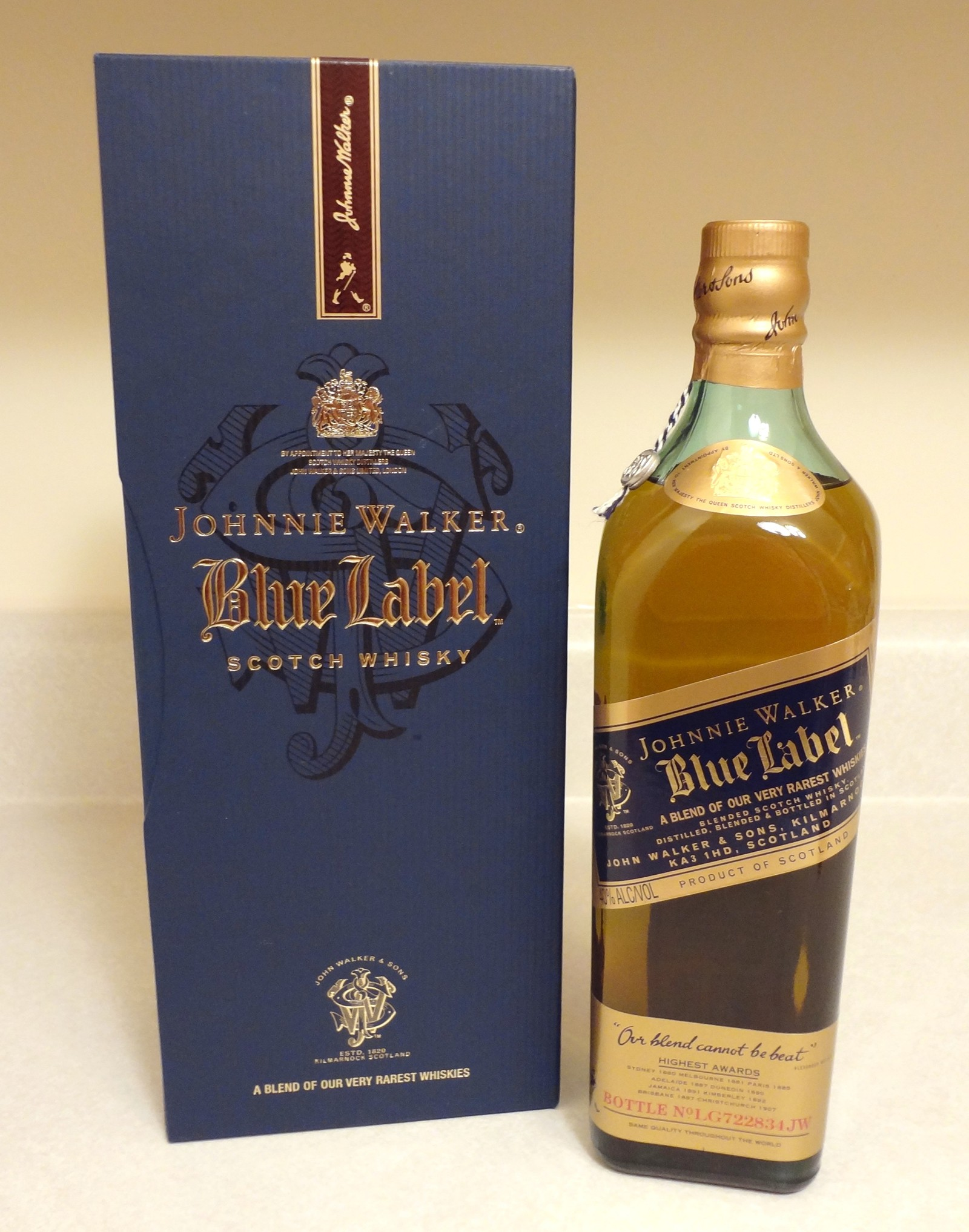
Johnnie Walker Blue Label
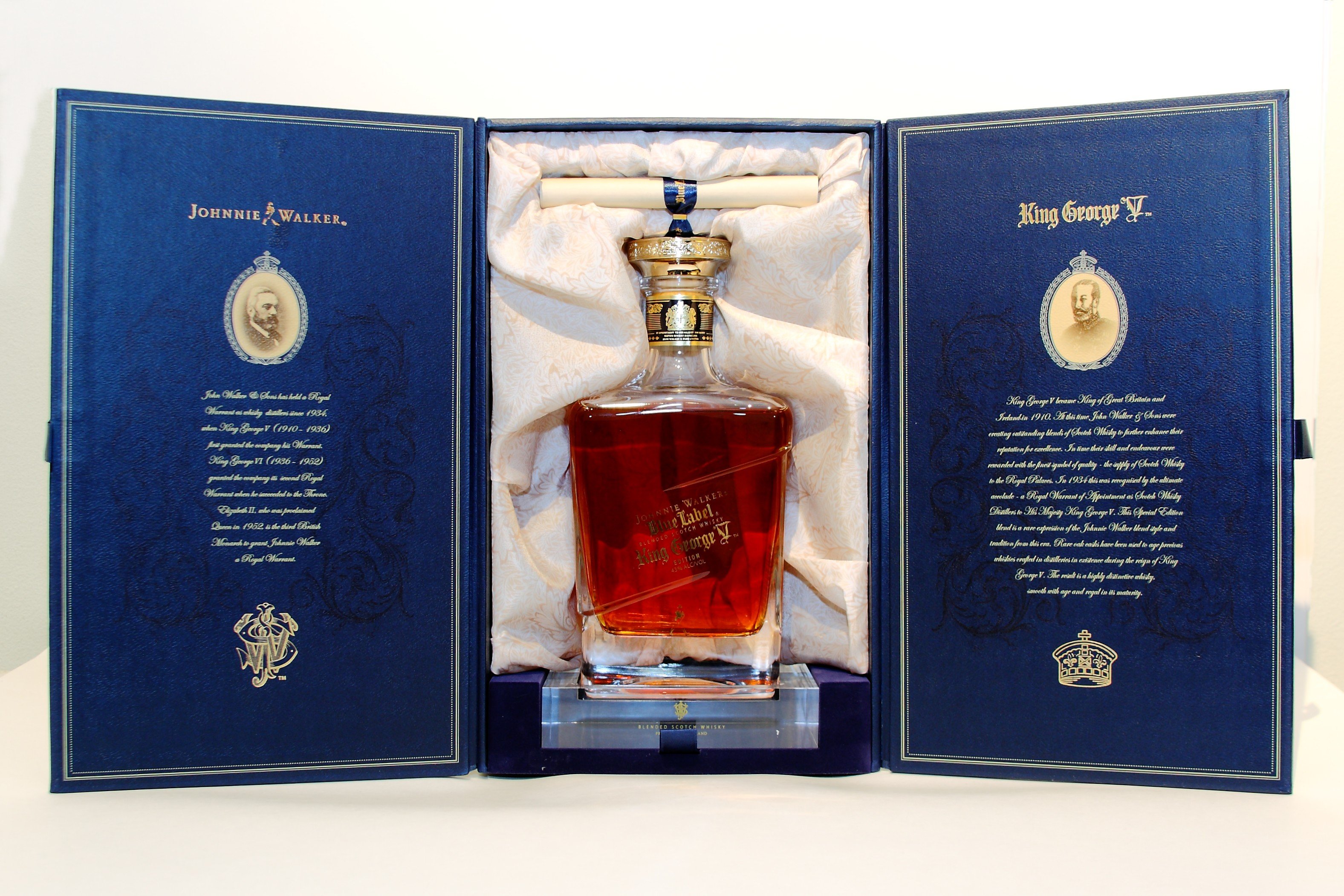
Blue Label King George V Edition